# Рука допомоги (серія Декстер)
«Рука допомоги» (англ. Let's Give the Boy a Hand) — четверта серія першого сезону американського телесеріалу «Декстер».

## Сюжет
Декстер йде вздовж берега, спостерігаючи за людьми, які відпочивають. Подумки він помічає, що всі навколо заводять якісь відносини, але у його випадку це загрожує тим, що хтось зможе дізнатися, хто він насправді. Він йде далі і опиняється на місці злочину, де його вже чекає Енджел. Енджел показує на крісло, на якому лежить відрізана людська рука. Декстер поки не знає, чи це справа рук вбивці на рефрижераторі, чи ні. Вбивця залишив полароїдний знімок поруч з рукою. Декстер бере фотокартку і згадує себе в дитинстві, коли Гаррі фотографував всю родину. Гаррі сказав Декстерові, що фотографії залишаються, і ті, хто на них дивиться пізніше, бачать щасливі обличчя, навіть якщо насправді це не так.
Повернувшись додому, Декстер бере фотоальбом, гортає його і бачить, що це той самий пляж і місце, де вони фотографувалися, а отже, це послання від вбивці на рефрижераторі. Тим часом в поліцейському відділку капітан оголошує, що відбитки зі знайденою руки належать Тоні Туччі, сторожеві з ковзанки, де було знайдено останнє тіло. ЛаГуерта припустила, що Тоні і є їхній вбивця, і тепер капітан наказує їй зустрітися з матір'ю Туччі і вибачитися за помилку.
Доакс, Дебра і Енджел прочісують пляж у пошуках свідків і доказів. Доакс бачить, що за ним знову спостерігають кілька головорізів Карлоса Герреро. ЛаГуерта знаходить мати Тоні в церкві і обіцяє їй знайти її сина живим. У цей час Декстер згадує, як у дитинстві вбив сусідського пса, який постійно гавкав. Зараз точно така ж собака живе по сусідству з Ритою, вона постійно гавкає і заважає всім спати. Вмовляння не діють на господиню, і Декстер йде розмовляти з нею ще раз. Господиня знову не бажає його слухати і каже, що пес не її, а її хлопця, якого зараз немає. Вона каже, що якщо Декстер подзвонить в поліцію, то пес заспокоїться, а пізніше знову почне гавкати. Повернувшись назад до Рити, Декстер допомагає дітям зробити гарбуз на Гелловін, думаючи, що люди носять маски чудовиськ раз на рік, у тоді як він щодня носить свою маску звичайної людини.
Пізніше він приїжджає на наступне місце злочину — цього разу виявлена людська нога, яка також належить Тоні Туччі. Нога взута у футбольний кросівок і стоїть поруч з м'ячем. Декстер підходить до Доакса — за тим знову стежать головорізи — і каже, що це очевидно їх невловимий вбивця на рефрижераторі, але поки він ще не зрозумів, що вбивця намагається їм передати. Доакс запитує, про яке посланні думає Декстер, але той каже, що просто припустив. Насправді ж маніяк залишає послання для нього самого. Він згадує, як у дитинстві грав у футбол на цьому стадіоні в шкільній команді, і як вони дражнили одного з хлопчиків. Гаррі тоді зупинив його і сказав, що якщо Декстер буде як усі — гарним хлопчиком — він стане непомітним, і він не повинен виділятися з натовпу.
Тим часом Дебра переглядає плівки — ЛаГуерта вважає, що можливо, на одній з них знаходиться фото вбивці. Доакс знову свариться з братом Кари. Рита в черговий раз намагається поговорити з господинею собаки, але та лише сміється над нею і зачиняє двері. Поговоривши з Енджелом, Декстер повертається до відділку, де йому спадає на думку, що Туччі можливо ще живий. Він створює на комп'ютері модель кров'яного потоку і каже, що частини тіла були залишені близько сьомої ранку сьогодні і вчора, і за ідеєю, завтра до сьомої ранку десь знайдуть наступну. Але поки у поліції немає зачіпок щодо місця, де вбивця залишить своє наступне послання. Дебра запитує Декстера, що він думає щодо того, де вбивця залишить ще одну кінцівку. Це наводить його на думку, що він сам би сховав тіло на звалищі. Але на цьому місці тепер побудували будинки, і коли Декстер туди приходить, то помічає безхатька, який спить у кущах. Він спочатку приймає його за труп, але той ворушиться, і Декстер йде. Він згадує, як у дитинстві з батьком і сестрою кудись їхав на возі, наповненому сіном. Декстер знову прикидався, що йому весело, хоча насправді в нього почалася алергія на сіно. Тим часом сусідський собака зникає, але цього разу не Декстер доклав руку до її зникнення. Рита забрала пса і відвезла на інший кінець міста і віддала жінці з кількома дітьми, які будуть піклуватися про собаку.
Енджел вже двічі намагався підібрати подарунок своїй дружині Ніні, але ніяк не може вигадати, що їй подарувати. У них не найкращі стосунки, але Енджел приховує це від інших, роблячи вигляд, що у них все гаразд. Рита приходить до Декстера і розглядає дитячі фотографії на його столі. На одній з них Гаррі і Декстер стоять поруч з лікарнею, в якій батько Гаррі довгий час працював. Декстер тепер здогадується, що вбивця тримає Тоні Туччі у цій будівлі, яка тепер занедбана, і вирушає туди. Тим часом головорізи Герреро нападають на Доакса і б'ють його, але незабаром з'являється брат Кари — офіцер МакНамара і стріляє в самого Герреро. Він заявляє, що Герреро та його гангстери заарештовані за напад на поліцейського і вирушать за ґрати. Коли їх виводять, МакНамара визнає, що використовував Доакса як приманку для арешту Герреро. Декстер йде порожнім будинком і знаходить Тоні Туччі, прив'язаного до столу. Його очі зав'язані, і він думає, що це повернувся вбивця, і благає одразу вбити його. Раптово маніяк фотографує Декстера зі сходів і кидає камеру разом з фотокарткою, яку через кілька хвилин підбирає Декстер.
Тоні відвозять до лікарні, і коли він приходить до тями, Дебра приходить до нього, щоб розпитати, що Тоні пам'ятає. Він відповідає, що вбивця зав'язав йому очі, і він здебільшого чув лише його голос. Декстер каже сам собі, що вбивця на рефрижераторі намагається змусити його думати, що він — чудовисько, але насправді це не так. Він — Декстер, і він живе за своїми власними правилами.